# Trichopternoides thorelli
Trichopternoides thorelli là một loài nhện trong họ Linyphiidae. Chúng thuộc chi đơn loài Trichopternoides và được Johan Peter Westring miêu tả năm 1861.